# Alnwick

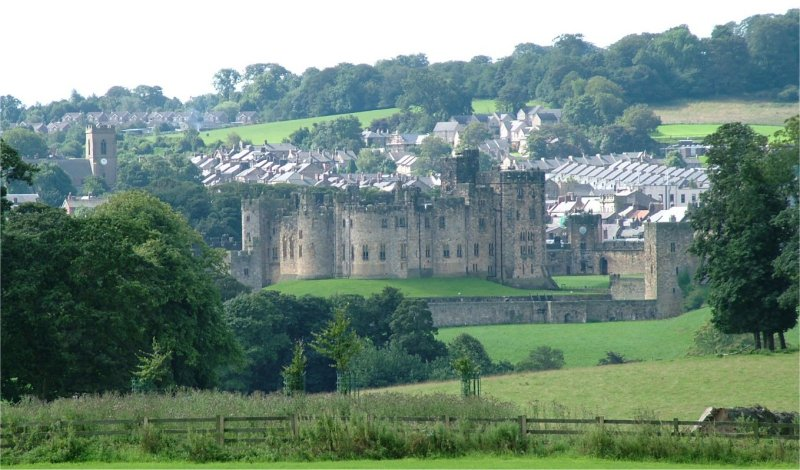
Castelul

Alnwick este un oraș din comitatul Northumberland, regiunea North East England, Anglia. Orașul este reședința districtului omonim ce are o populațe de circa 32.000 locuitori.

## Orașe în cadrul districtului
- Alnwick
- Rothbury
- Wooler